# Tipplers Tales
| Recensione | Giudizio |
| ---------- | -------- |
| AllMusic   |          |

Tipplers Tales è un album dei Fairport Convention pubblicato nel 1978.

## Tracce
1. Ye Mariners All – 4:30
2. Three Drunken Maidens – 2:46
3. Jack O'Rion – 11:04
4. Reynard The Fox – 3:02
5. Lady Of Pleasure – 2:34
6. Bankruptured – 1:55
7. The Widow Of Westmorland – 3:21
8. The Hair Of The Dogma – 1:48
9. As Bitme – 1:41
10. John Barleycorn – 4:39